# 盛港輕軌
盛港輕軌（英語：Sengkang LRT line）是新加坡一條自動導向交通路線，全長10.7公里，共設14座車站，2003年1月18日通車營運，將盛港各住宅區與新加坡地鐵東北線連結起來。盛港輕軌是新加坡輕軌第二條路線，與其他路線一樣全部高架並使用自動化列車。盛港輕軌是首條由新捷運營運的輕軌路線。

## 歷史
盛港輕軌的規劃於1999年11月6日武吉班讓輕軌由時任新加坡總理吳作棟宣佈通車時已經進行中。盛港輕軌東環和西環的工程於2000年1月開工。1999年5月20日，盛港輕軌由新加坡巴士（今新捷運）獲得經營權。
2003年1月18日，盛港輕軌東環通車，是盛港輕軌首段通車的路段。盛港輕軌西環除農道、振林和古邦站外於2005年1月29日通車，該三座車站分別於2007年11月15日、2013年1月1日和2015年6月27日啟用。

### 改善
2012年10月31日，陸路交通管理局公佈自2016年首季起，盛港輕軌和榜鵝輕軌都會提升至兩節車廂以增加載客量。同時訂購了16節新列車，列車總數增至57節。更長的列車同時也需要修改信號和通訊系統。
2015年12月22日起，盛港輕軌以兩節列車營運。
2021年2月5日，陸路交通管理局公佈購入17列兩節列車供盛港輕軌和榜鵝輕軌使用，新列車會依次於2024年至2027年間送達。為了停放新增的列車，盛港車廠會從目前3.5公頃擴建至11.1公頃確保新列車有充足容量停放和維修的空間。車廠擴建亦同時興建兩條新的接收軌道以減少列車出發時間。為了確保有足夠電力支持更多的列車，同步將增建3座新發電廠，完工後將有8座發電廠支援盛港輕軌。

## 營運模式
現時盛港輕軌行走路綫有四種，均以盛港站為首末站。
- A綫：順時針方向的循環綫，行經西環的仁宗站。
- B綫：逆時針方向的循環綫，行經西環的振林站。
- C綫：順時針方向的循環綫，行經東環的康埔樺站。
- D綫：逆時針方向的循環綫，行經東環的蘭崗站。

## 车站

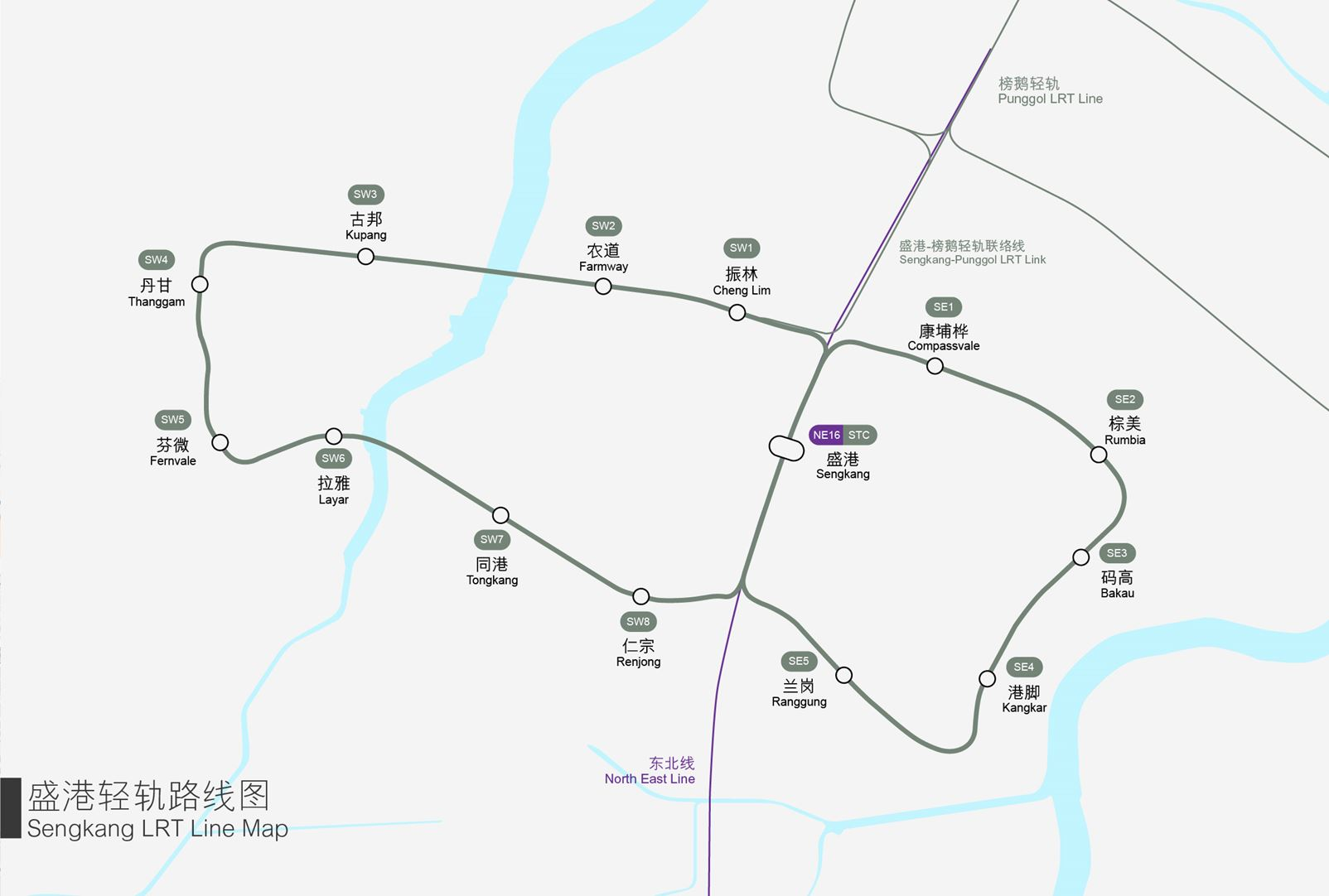
盛港輕軌路線圖

| 車站編號 | 車站名稱 | 車站名稱    | 車站名稱 | 車站接駁                                 | 啟用日期       |
| 車站編號 | 中文     | 英文        | 泰米爾語 | 車站接駁                                 | 啟用日期       |
| -------- | -------- | ----------- | -------- | ---------------------------------------- | -------------- |
| 盛港輕軌 |          |             |          |                                          |                |
| 首末站   |          |             |          |                                          |                |
| STC NE16 | 盛港     | Sengkang    | செங்காங்     | 东北线 NE16 (North East Line) 公交转乘站 | 2003年1月18日  |
| 东环段   |          |             |          |                                          |                |
| SE1      | 康埔樺   | Compassvale | கம்பஸ்வேல்   |                                          | 2003年1月18日  |
| SE2      | 棕美     | Rumbia      | ரூம்பியா     |                                          | 2003年1月18日  |
| SE3      | 碼高     | Bakau       | பக்காவ்     |                                          | 2003年1月18日  |
| SE4      | 港腳     | Kangkar     | கங்கார்     |                                          | 2003年1月18日  |
| SE5      | 蘭崗     | Ranggung    | ரங்கோங்     |                                          | 2003年1月18日  |
| 西环段   |          |             |          |                                          |                |
| SW1      | 振林     | Cheng Lim   | செங் லிம்    |                                          | 2013年1月1日   |
| SW2      | 農道     | Farmway     | ஃபாம்வே     |                                          | 2007年11月15日 |
| SW3      | 古邦     | Kupang      | கூப்பாங்     |                                          | 2015年6月27日  |
| SW4      | 丹甘     | Thanggam    | தங்கம்     |                                          | 2005年1月29日  |
| SW5      | 芬微     | Fernvale    | ஃபொ்ன்வேல்    |                                          | 2005年1月29日  |
| SW6      | 拉雅     | Layar       | லாயார்      |                                          | 2005年1月29日  |
| SW7      | 同港     | Tongkang    | தொங்காங்     |                                          | 2005年1月29日  |
| SW8      | 仁宗     | Renjong     | ரெஞ்சோங்     |                                          | 2005年1月29日  |

## 外部連結
- 盛港輕軌路線圖 （页面存档备份，存于）